# Buffalo (Minnesota)
Buffalo ist eine zentral im US-Bundesstaat Minnesota gelegene Stadt. Sie ist Verwaltungssitz (County Seat) des Wright County mit 6.168 Einwohner (Stand: Volkszählung 2020).

## Geografie

### Geografische Lage
Die Kleinstadt Buffalo ist im Nordwesten der Metropolregion Minneapolis–Saint Paul im Mittleren Westen der Vereinigten Staaten gelegen. Minneapolis liegt rund 50 Kilometer südöstlich. Buffalo ist umgeben von drei größeren Seen: dem Buffalo Lake im Südwesten der Stadt, dem Pulaski Lake im Norden, sowie dem etwas kleineren Mary Lake südöstlich von Buffalo. Nach Angaben des United States Census Bureau beträgt die Fläche der Stadt 20,2 Quadratkilometer, davon sind 4,6 Quadratkilometer Wasserflächen.

### Klima
In Buffalo herrscht das für Minnesota typische Kontinentalklima. So sind die Sommer heiß und feucht, die Winter dagegen kalt mit wenig Niederschlag. An durchschnittlich 80 Tagen im Jahr liegt die Tageshöchsttemperatur unter null Grad Celsius. Die jährliche Schneefallmenge beträgt 111 Zentimeter.
| Daten des NCDC (1971–2000)              | Jan   | Feb  | März | Apr | Mai  | Juni | Juli | Aug  | Sep  | Okt | Nov  | Dez  |       |
| --------------------------------------- | ----- | ---- | ---- | --- | ---- | ---- | ---- | ---- | ---- | --- | ---- | ---- | ----- |
| Durchschnittliche Tagestemperatur in °C | −12,1 | −8,4 | −1,5 | 6,8 | 14,4 | 19,6 | 21,9 | 20,5 | 15,1 | 8,6 | −0,4 | −8,7 | ⌀ 6,3 |
| Durchschnittlicher Niederschlag in mm   | 20    | 16   | 40   | 58  | 83   | 112  | 99   | 108  | 75   | 56  | 46   | 20   | Σ 732 |

## Geschichte
Schon früh wurden die Gebiete um den Buffalo- und Pulaskisee von den Indianern als Siedlungsort und zum Jagen und Fischen genutzt. Zu dieser Zeit war das Big Woods genannte Gegend noch dicht bewaldet. Später im 19. Jahrhundert nutzten es die Indianer und europäischstämmigen Weißen auch zum Pelzhandel. Mit dem Rückzug der Indianer in Reservationen ließen sich europäischstämmige Siedler dort nieder. Erster dauerhafte Siedler im Buffalo Township war Augustus Prime im April 1855. Ein Jahr später entstand innerhalb des Townships die Siedlung, aus der sich der County-Seat und die Stadt Buffalo entwickelten.
Seit der zweiten Hälfte des 20. Jahrhunderts erlebte Buffalo einen großen Bevölkerungswachstum. Von 3275 Einwohnern im Jahr 1970 stieg die Zahl auf rund 14.000 Einwohner im Jahr 2006 (Census-Schätzung).

### Bevölkerungsentwicklung
| 1970  | 1980  | 1990  | 2000   | 2020   |
| ----- | ----- | ----- | ------ | ------ |
| 3.275 | 4.560 | 6.856 | 10.096 | 16.168 |

## Demografische Daten
Nach den Angaben der Volkszählung 2000 leben in Buffalo 10.097 Menschen in 3702 Haushalten und 2583 Familien. Ethnisch betrachtet setzt sich die Bevölkerung aus 97 Prozent weißer Bevölkerung, sowie kleineren Minderheiten zusammen. 1,1 Prozent der Einwohner zählen sich zu den Hispanics.
In 40,1 % der 3702 Haushalte leben Kinder unter 18 Jahren, in 55,9 % leben verheiratete Ehepaare, in 10,6 % leben weibliche Singles und 30,2 % sind keine familiären Haushalte. 24,9 % aller Haushalte bestehen ausschließlich aus einer einzelnen Person und in 9,9 % leben Alleinstehende über 65 Jahre. Die durchschnittliche Haushaltsgröße liegt bei 2,63 Personen, die von Familien bei 3,17.
Auf die gesamte Stadt bezogen setzt sich die Bevölkerung zusammen aus 29,2 % Einwohnern unter 18 Jahren, 8,7 % zwischen 18 und 24 Jahren, 32,8 % zwischen 25 und 44 Jahren, 18,0 % zwischen 45 und 64 Jahren und 11,3 % über 65 Jahren. Der Median beträgt 32 Jahre. Etwa 51 % der Bevölkerung ist weiblich.
Der Median des Einkommens eines Haushaltes beträgt 49.573 USD, der einer Familie 59.250 USD. Das Pro-Kopf-Einkommen liegt bei 21.424 USD. Etwa 5,1 % der Bevölkerung und 4,6 % der Familien leben unterhalb der Armutsgrenze.

## Verkehr
Durch Buffalo führen die Minnesota State Route 55 und in Nord-Süd-Richtung die State Route 25. Der Interstate 94 verläuft rund 16 Kilometer nördlich der Stadt. Weiterhin führt eine Eisenbahnlinie der Canadian Pacific Railway durch Buffalo.
Regionalflughafen ist der südöstlich des Stadtzentrums gelegene Buffalo Municipal Airport. Der nächste große Verkehrsflughafen ist in 60 Kilometer Entfernung der Minneapolis-Saint Paul International Airport.

## Persönlichkeiten
- Heinz-Georg Sievers (1923–2007), deutscher Arzt und Handball-Nationalspieler
- James Erwin Böhlke (1930–1982), Ichthyologe